# Blue Origin NS-18
NS-18 è stata una missione di volo spaziale suborbitale gestita da Blue Origin, lanciata il 13 ottobre 2021. La missione è stata il diciottesimo volo del veicolo New Shepard della compagnia. Il velivolo integrava il veicolo spaziale e il vettore di lancio. È stato il secondo lancio di New Shepard con equipaggio. L'equipaggio era composto da quattro membri comprende il vicepresidente delle missioni e delle operazioni di volo di Blue Origin Audrey Powers, l'ex ingegnere della NASA e terzo australiano nello spazio Chris Boshuizen, il vicepresidente per le scienze della vita e l'assistenza sanitaria presso la società di software francese Dassault Systèmes Glen de Vries e l'attore canadese William Shatner. Il volo è stato lanciato dal sito di lancio suborbitale di Blue Origin nel Texas occidentale a bordo del quarto volo del booster New Shepard NS4 e del veicolo spaziale RSS First Step: entrambi hanno volato nello stesso anno nelle precedenti missioni NS-14, NS-15 e NS-16. 
A 90 anni, Shatner è stata la persona più anziana a volare nello spazio, battendo il record raggiunto tre mesi prima di Wally Funk, che ha volato sul precedente volo con equipaggio di New Shepard all'età di 82 anni. Secondo Blue Origin, Shatner era ospite della compagnia sul volo, e non ha dovuto pagare il viaggio. Mentre era nello spazio, Shatner ha sperimentato l'effetto della veduta d'insieme e lo ha raccontato in diretta davanti alla telecamera in una conversazione post-volo con Jeff Bezos.

## Equipaggio
| Ruolo            | Astronauta                 | Astronauta                 |
| ---------------- | -------------------------- | -------------------------- |
| Turista spaziale | Audrey Powers Primo volo   | Audrey Powers Primo volo   |
| Turista spaziale | Chris Boshuizen Primo volo | Chris Boshuizen Primo volo |
| Turista spaziale | Glen de Vries Primo volo   | Glen de Vries Primo volo   |
| Turista spaziale | William Shatner Primo volo | William Shatner Primo volo |